# Bartow megye
Bartow megye az Amerikai Egyesült Államokban, azon belül Georgia államban található. Megyeszékhelye és legnagyobb városa Cartersville. Lakosainak száma 108 901 fő (2020. április 1.). Bartow megye Gordon, Pickens, Cherokee, Cobb, Paulding, Polk és Floyd megyékkel határos.

## Népesség
A megye népességének változása:
| Lakosok száma | 100 126 | 100 223 | 100 480 | 101 273 | 102 747 | 108 901 |
|               | 2010    | 2011    | 2012    | 2013    | 2015    | 2020    |